# 8154 Stahl
8154 Stahl è un asteroide della fascia principale. Scoperto nel 1988, presenta un'orbita caratterizzata da un semiasse maggiore pari a 2,3067827 UA e da un'eccentricità di 0,1389309, inclinata di 1,56840° rispetto all'eclittica.